# Bill Moyers

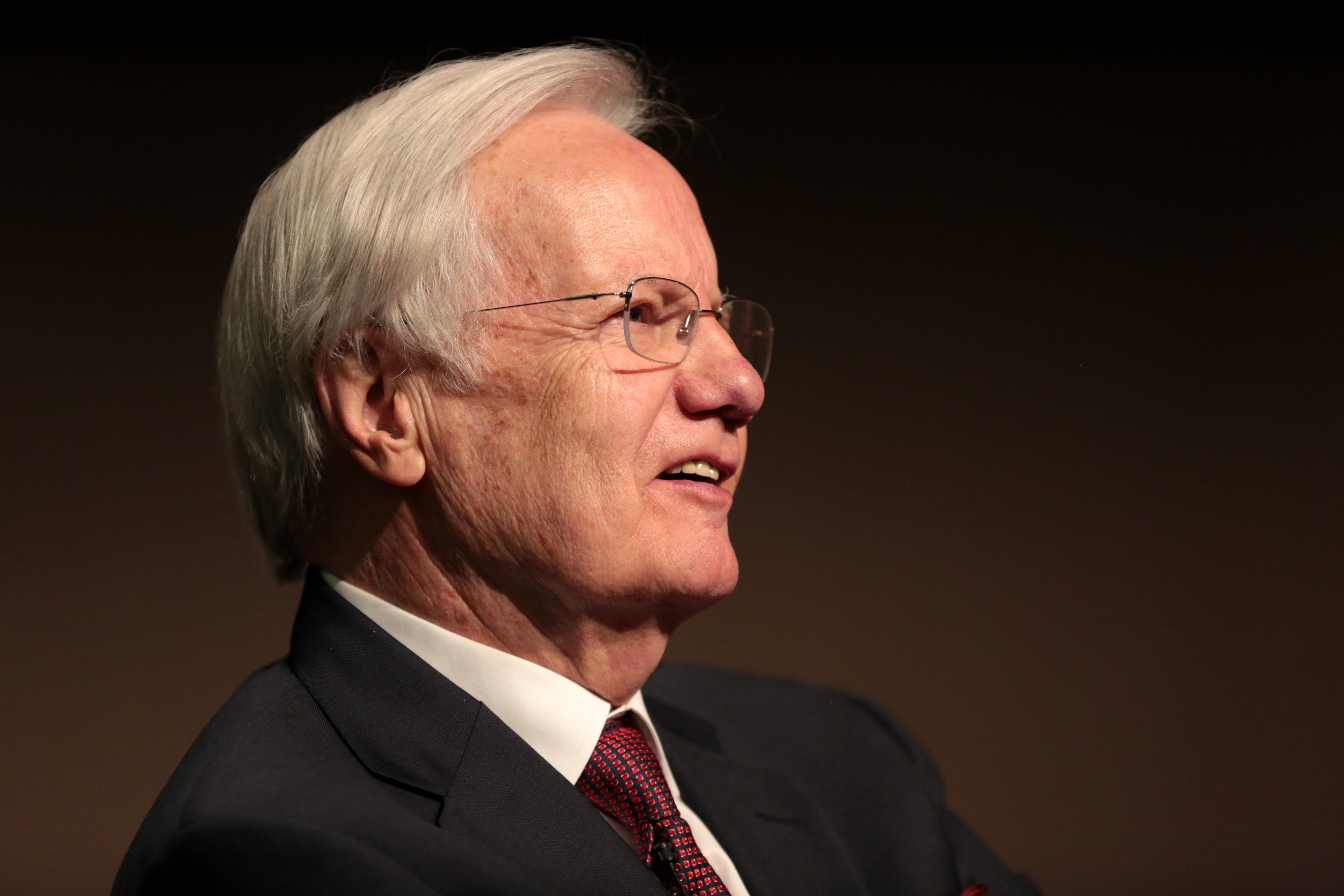
Bill Moyers (2017)

William Don „Bill“ Moyers (* 5. Juni 1934 in Hugo, Oklahoma; † 26. Juni 2025 in New York City, New York) war ein amerikanischer Journalist. Unter Präsident Lyndon B. Johnson war er von 1964 bis 1965 Stabschef und von 1965 bis 1967 Pressesprecher des Weißen Hauses. Zugleich galt er als einer der engsten Vertrauten Johnsons. Für seine journalistischen Arbeiten wurde Moyers vielfach ausgezeichnet. Er galt als Kritiker der Medienindustrie in den Vereinigten Staaten.

## Herkunft und Jugend
William Don Moyers wurde am 5. Juni 1934 als jüngster Sohn von Henry und Ruby Johnson Moyers in Hugo, Oklahoma geboren. Er hatte einen älteren Bruder (James Henry, 1927–1966). Seine Eltern bewirtschafteten eine kleine Farm. Wenig später zog die Familie nach Marshall, Texas. In seinen Jugendjahren während des Zweiten Weltkrieges entwickelte Bill Moyers eine Faszination für die Berichte des Radiojournalisten Edward R. Murrow aus Europa. Das weckte in ihm den Wunsch, Journalist zu werden. Seine schulischen Leistungen an der Marshall High School, für deren Zeitung The Parrot er schrieb, waren gut.

## Studienzeit
Mit 16 Jahren sammelte Moyers erste Erfahrungen als Reporter bei der Lokalzeitung Marshall News Messenger. Am „North Texas State College“ in Denton, Texas studierte er zwei Jahre lang Journalismus. Während dieser Zeit hatte er 1954 die Möglichkeit zu einem Praktikum in Washington bei Senator Lyndon Johnson. Anschließend setzte er an der University of Texas at Austin sein Studium fort, das er 1956 mit einem Bachelor-Grad abschloss. Neben seinem Studium arbeitete er in Vollzeit als stellvertretender Nachrichtenredakteur bei KTBC-TV, dem Sender von Johnsons Ehefrau Lady Bird Johnson. Ausgestattet mit einem Stipendium von Rotary International studierte er 1956 Kirchengeschichte an der University of Edinburgh. Anschließend ging Moyers an das „Southwestern Baptist Theological Seminary“ in Fort Worth, Texas, und erhielt dort 1959 einen Master of Divinity.

## Arbeit für Lyndon Johnson

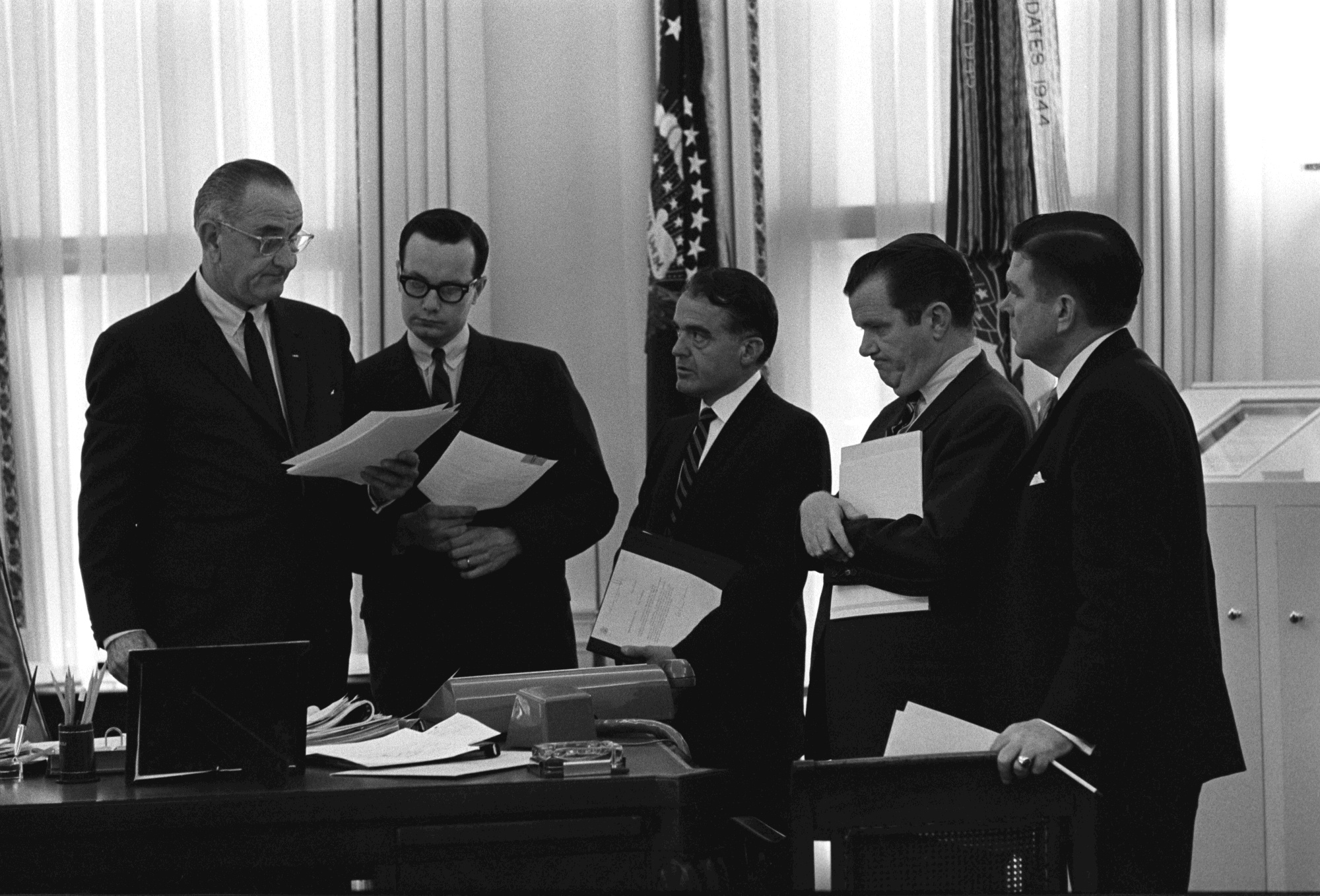
Lyndon B. Johnson, Bill Moyers, Jack Valenti, Horace Busby, W. Marvin Watson (Juni 1965)

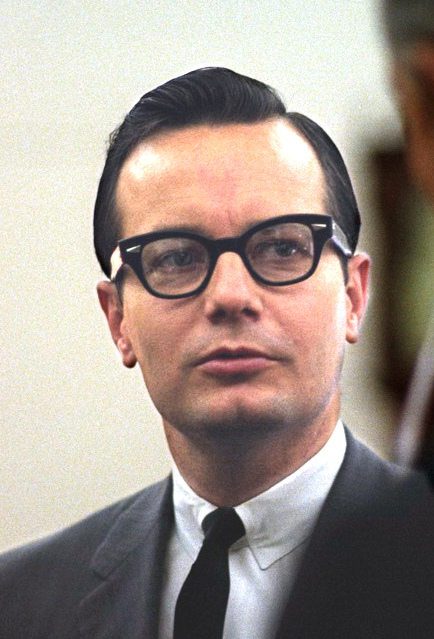
Bill Moyers (1966)

Nach Ende des Studiums bewarb sich Moyers erfolgreich für den Mitarbeiterkreis von Johnson, der als Kandidat der Demokraten bei den Präsidentschaftswahlen von 1960 antreten wollte; die Partei nominierte jedoch John F. Kennedy, der die Präsidentschaftswahlen gewann. Moyers hatte Aussicht, als zentraler Mitarbeiter von Vizepräsident Lyndon Johnson zu arbeiten, ging aber zum Peace Corps, einer unter Kennedy im Zeichen des Kalten Krieges neu gegründeten Behörde für Entwicklungshilfe, und übernahm dort bald darauf das Amt eines stellvertretenden Direktors.
Nachdem Johnson infolge des Attentats auf John F. Kennedy 36. Präsident der Vereinigten Staaten geworden war, entwickelte sich Moyers zu einem seiner wichtigsten Berater und Mitarbeiter. Im Scherz bezeichnete Johnson ihn als seinen für alles zuständigen Vizepräsidenten. Zunächst war Moyers im Weißen Haus für Ablaufplanungen und Terminverfolgung zuständig, nebenher betätigte er sich auch als Redenschreiber. Moyers zählte zu den Mitarbeitern, die im Wahlkampf von 1964 den Werbespot Daisy initiierten, der davor warnte, dass Barry Goldwater, der Kandidat der Republikanischen Partei, die USA in einen Atomkrieg verwickeln könnte. Nach dem Ausscheiden von Walter Jenkins übernahm Moyers im Oktober 1964 die Aufgaben des Stabschefs; im Juli 1965 agierte er außerdem als Pressesprecher des Weißen Hauses. Er blieb in dieser Doppelrolle, bis er das Weiße Haus im Januar 1967 verließ. Inhaltlich trug Moyers die Verantwortung für Arbeitskreise, die die Reformen zu gestalten hatten, welche die Great Society, die gesellschaftspolitische Leitidee Johnsons, ins Werk setzen sollten. Weil Mitarbeiter des Weißen Hauses sich beschwerten und unterstellten, der Pressesprecher würde sie sowie den Präsidenten übergehen, und weil Moyers zwischen die Fronten von Journalisten und Johnson geriet, gab er seine Arbeit für das Staatsoberhaupt auf; sie hatte im Sommer 1966 zu Magengeschwüren geführt.

## Journalistische Tätigkeiten
1967 wurde Moyers Herausgeber von Newsday. Diese Tageszeitung wurde vor allem auf Long Island gelesen. 1970 schied er dort aus. Er unternahm anschließend eine lange Reise durch die Vereinigten Staaten, auf der er viele Menschen interviewte. Daraus entstand sein erstes Buch Listening to America. A traveler rediscovers his country. Es erschien 1971 und wurde ein Bestseller. Im selben Jahr begann er für den Public Broadcasting Service (PBS), ein nichtkommerzielles TV-Network in den USA, zu arbeiten. Für PBS konzipierte und moderierte er die Sendung Bill Moyers Journal (1972–1976, 1979–1981, 2007–2010). Von 1981 bis 1986 war er Nachrichtenanalyst für CBS News. 1987 gründete er Public Affairs TV, Inc. und produzierte Sondersendungen, Dokumentationen und Serien wie A World of Ideas (1988, 1990), Healing and the Mind (1993), Genesis (1996), Now with Bill Moyers (2002–2004), Bill Moyers on Faith and Reason (2006) und Moyers & Company (2012–2014). Auf viele dieser TV-Beiträge ließ er Bücher folgen, die ebenfalls Bestseller wurden. Moyers befasste sich mit einer Vielzahl von Themen aus Politik, Wirtschaft und Gesellschaft der Vereinigten Staaten. Er gilt als investigativer Journalist. Zu seinen Markenzeichen zählen eingehende TV-Interviews.

## Medienkritik
Moyers gilt als Kritiker der Medienindustrie der USA. Sie kooperiere mit den Machthabern, etabliere eine Kultur der Täuschung und untergrabe die für die Freiheit elementare Wahrheit. Darüber hinaus zielen die in den USA seit den 1980er Jahren populären Talkradio-Formate nach Moyers Ansicht darauf ab, liberale Stimmen zu diskreditieren und rechtsgerichtete Sichtweisen zu fördern.

## Ehrungen
Für seine Arbeiten wurde Moyers vielfach ausgezeichnet. Moyers und seine Sendungen gewannen mehr als 30 Emmys, 2006 wurde er für sein Lebenswerk ausgezeichnet. 1995 erhielt er den Walter Cronkite Award for Excellence in Journalism. Zu den Ehrungen zählen unter anderem auch der Alfred I. duPont–Columbia University Award (2000), der Peabody Award (2003) sowie drei George Polk Awards. 1991 wurde Moyers in die American Academy of Arts and Sciences gewählt, 1995 in die American Philosophical Society.

## Privatleben
Seit Ende 1958 war er mit Judith Suzanne Davidson verheiratet, mit der er zwei Söhne und eine Tochter hatte.